# Ronda de noche (novela)
Ronda de noche (título original Night Watch) es la 29ª novela de la saga de Mundodisco de Terry Pratchett, publicada en 2002, publicada en español en enero de 2010. Esta tiene como protagonista a Samuel Vimes en un extraño viaje durante lo que es el día más importante de su vida.

## Argumento
En la mañana del 30.º aniversario del Glorioso 25 de Mayo (que es también el aniversario de la muerte de John Keel, el héroe y mentor de Sam Vimes), Sam Vimes es atrapado por una tormenta de origen temporal (nacida de los hechos de Ladrón del Tiempo) mientras sigue a Carcer Dun, un notorio criminal, que ya ha asesinado a dos guardias de la ciudad. Cuando se despierta, se ha dado cuenta de que ha sido rescatado por la Srta Palm (a quien Vimes conoce como la Sra Palm, cabeza del Gremio de Costureras), solo que más joven. Por lo que determina que ha sido enviado a través del tiempo. 
La primera idea de Vimes es pedir a los magos de la Universidad Invisible que lo envíen a su lugar en el tiempo, pero antes de que pueda hacerlo, es arrestado por intento de violación de domicilio por su yo más joven (referenciado como el Joven Vimes, para evitar confusiones). Lo arrastran a la casa de la guardia y lo dejan en una celda. Su vecino en la celda, es Carcer, que luego de ser liberado, se une a los Innombrables (Unmentionables en inglés, también conocidos como los Particulares), la policía secreta que se encarga de ejecutar los encargos paranoicos del Patricio actual, Lord Winder el Homicida.
Cuando es llevado para ser interrogado por el capitán de la guardia, el tiempo es congelado por Lu-Tze, quien le dice que debe asumir la identidad de su mentor, el Sargento en Armas John Keel, para salvaguardar la continuidad del espacio-tiempo y tener una oportunidad de volver a su propio mundo, ya que este había llegado a la ciudad ese día, pero fue asesinado por Carcer. Cuando el correr del tiempo se reinicia, convence al capitán de que él es efectivamente Keel. 
En este rol, tiene que enseñar a toda una generación de la guardia, lo que significa pertenecer a ésta (incluido al Joven Vimes, ya que muchos de los valores de Sam Vimes vienen de las enseñanzas de él). Mientras, el clima político de la ciudad va aumentando, y se anticipa la revolución de la que se habla desde el principio del libro, y Sam Vimes toma el control de la Guardia, para ayudar a la gente que se mantenga segura mientras estalla la ciudad, y trata de luchar contra sus propios demonios, así contra Carcer, para dejar todo tal como estaba, y volver a su propia casa, en su propio tiempo.

## Adaptaciones
Una adaptación de cinco partes para radio  de la novela, fue emitida por BBC Radio 4, comenzando esta el 27 de febrero de 2008. Esta la protagonizaba Philip Jackson como Sam Vimes y Carl Prekopp como el Joven Sam. Guardianes de la noche.

## Traducciones
- Нощна стража (Búlgaro)
- Noční hlídka (Checo)
- Ronde de nuit (Francés)
- Die Nachtwächter (Alemán)
- De Nachtwacht (Holandés)
- Öövahtkond (Estonio)
- Straż nocna (Polaco)